# ناتاشا فلینت
ناتاشا فلینت (انگلیسی: Natasha Flint؛ زادهٔ ۲ اوت ۱۹۹۶) بازیکن فوتبال اهل انگلستان است که در پست مهاجم بصورت قرضی از باشگاه لیورپول برای سلتیک در سوپر لیگ زنان انگلیس بازی می‌کند.
وی همچنین در تیم‌های ملی فوتبال زیر ۱۷ سال زنان انگلستان, زیر ۱۹ سال زنان انگلستان, زیر ۲۰ سال زنان انگلستان، و زیر ۲۳ سال زنان انگلستان بازی کرده است.